# مطار دولي
المطار الدولي أو العالمي هو المطار الذي تقلع أو تهبط فيه طائرة من دولة أخرى، المطار الدولي عادةً مايكون ضخماً.

## معرض صور

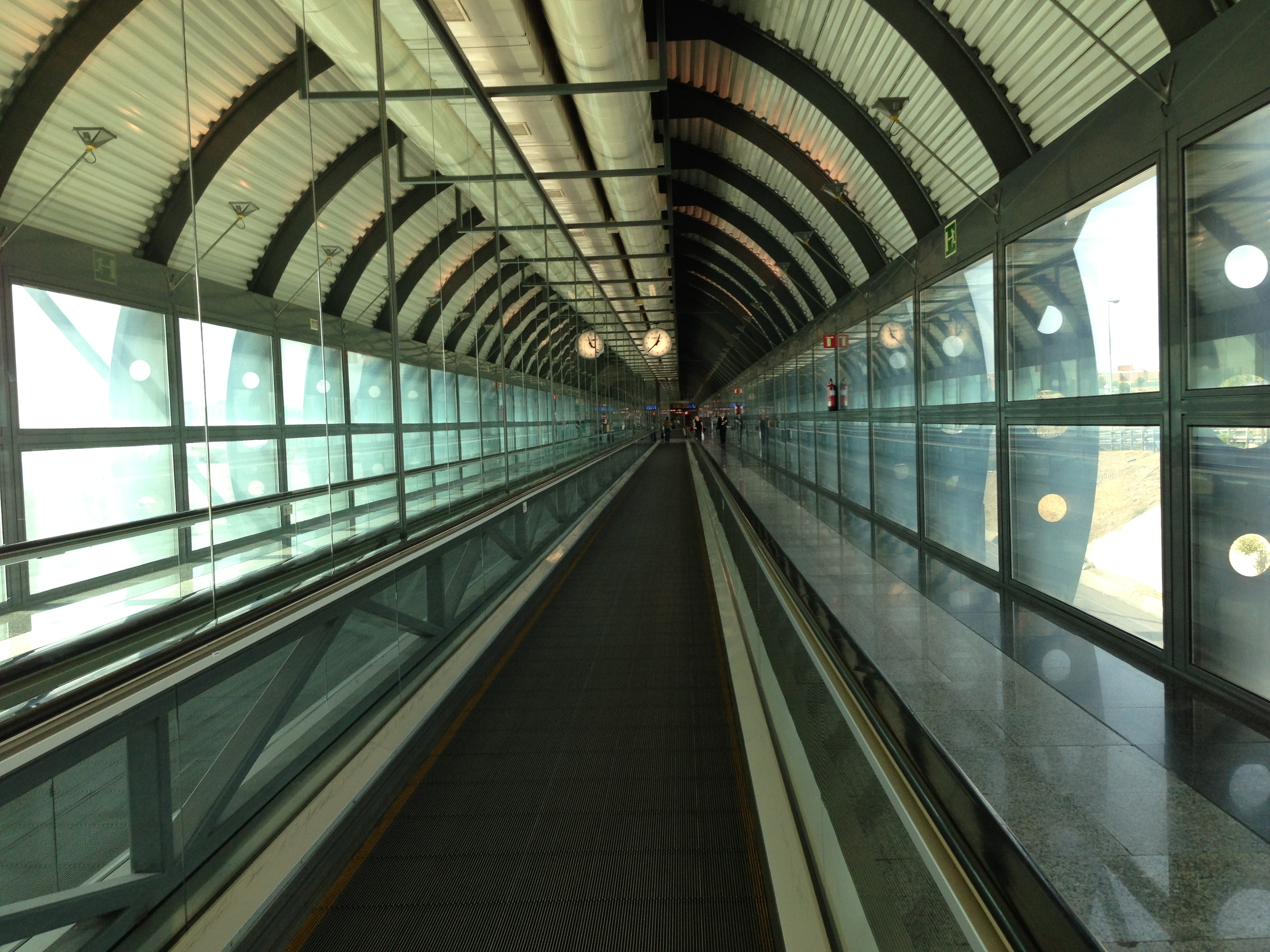
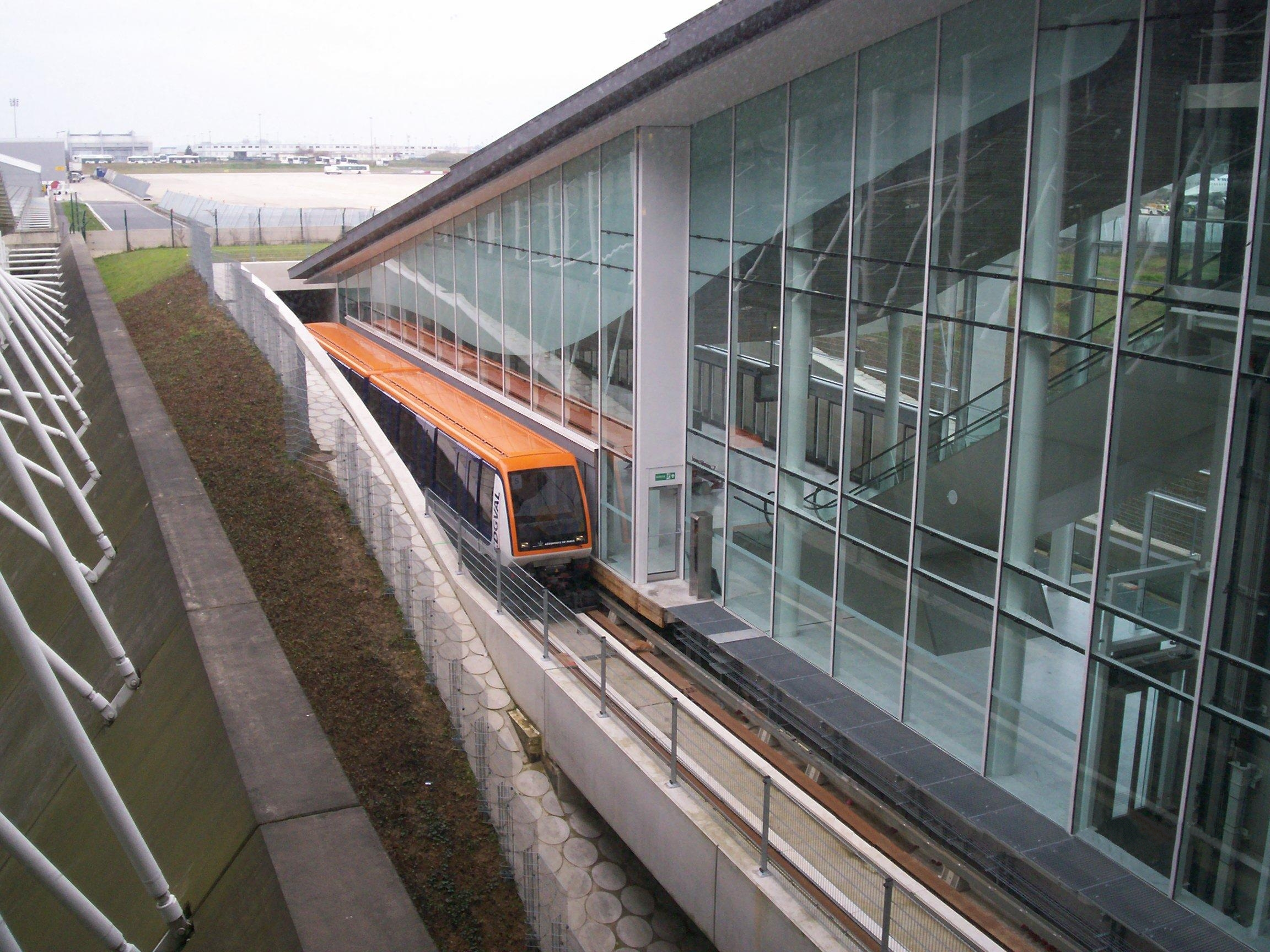
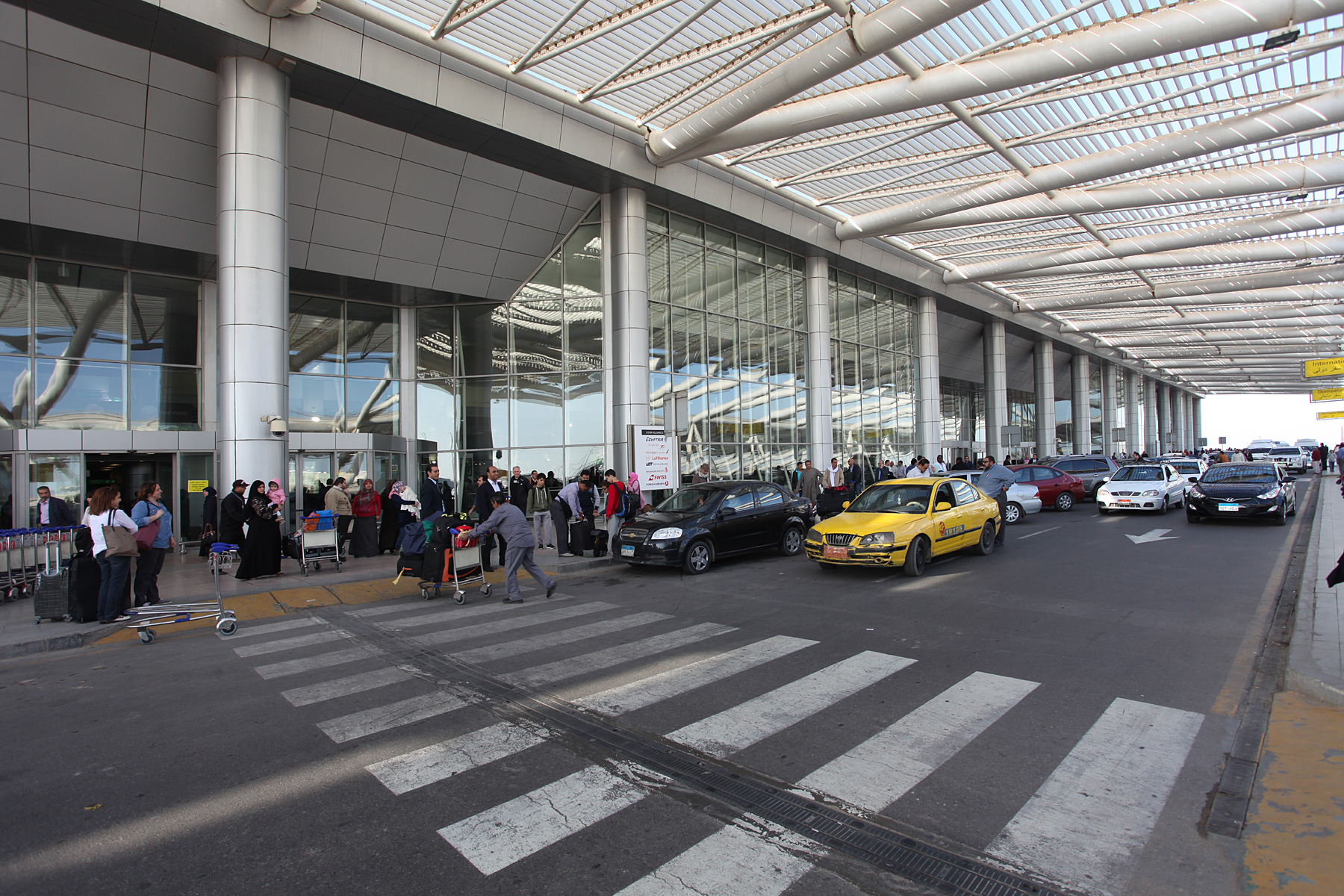